# Науменко Віталій Петрович
Віта́лій Петро́вич Нау́менко (нар. 21 червня 1971) — в березні 2014 року призначений заступником голови ліквідаційної комісії та заступником Міністра зборів і доходів, який буде курувати митницю.
Державний радник митної служби III рангу.

## Освіта
Закінчив Київський політехнічний інститут (радіоінженер-конструктор-технолог). У 2003 році — закінчив Українську академію зовнішньої торгівлі (менеджмент зовнішньоекономічної діяльності). У 2008 році — закінчив Академію митної служби (юрист).

## Трудова діяльність
З лютого 1994 — інженер у ТОВ «Олбі».
З липня 1995 — інспектор транзитно-вантажного відділу, старший інспектор транзитно-вантажного відділу Київської митниці Державного митного комітету України.
З квітня 1997 — старший інспектор транзитно-вантажного відділу, головний інспектор транзитно-вантажного відділу Київської регіональної митниці Державної митної служби України.
З липня 1999 — начальник відділу планування, експертизи та аналізу Оперативної митниці Державної митної служби України.
З жовтня 2000 — начальник відділу митних технологій та взаємодії з контрольними органами; начальник відділу організації митного контролю Управління організації митного контролю Державної митної служби України.
З червня 2002 — заступник директора ТОВ Науково-технічна фірма «Інтес».
З квітня 2005 — директор Департаменту декларування та митних режимів Державної митної служби України.
З вересня 2008 — директор Департаменту митної вартості Державної митної служби України.
З квітня 2011 — менеджер, керівник групи митних процедур Компанії KPMG Україна.
З березня 2014 — заступник Міністра доходів і зборів України.
Також був співголовою митного комітету Американської торгової палати.

## Дослідження за фахом
Автор та співавтор фахових підручників та посібників у галузі митної справи та зовнішньоекономічної діяльності:
- В.Науменко. Таможенные режимы в Украине: теория, практика, рекомендации. (2005)
- В. П. Науменко, П. В. Пашко, В. А. Руссков Митне регулювання зовнішньоекономічної діяльності в Україні. (2006)
- Науменко В. Мінімізація ризиків при митному оформленні: Уч. посіб. для студ. вищ. уч. закл. (2003)
- В.Науменко, Д.Бакуменко Митні правила в блок-схемах з коментарями: Довідковий посібник. (2008)
- Науменко В. Нові митні правила в блок-схемах: Довідковий посібник. (2004)
- В.Науменко, Н.Яворський. Митна вартість товарів: Теорія і практика: Довідковий посіб. (2004)
- Терещенко С., Науменко В. Основи митного законодавства в Україні: Теорія та практика: учбовий посібник. (1999)
- автор більше 30 статей з питань митної справи та зовнішньоекономічної діяльності.

## Державні, відомчі нагороди, почесні звання
Почесний митник України.